# مارلون فينتورا رودريغوس
مارلون فينتورا رودريغوس (بالبرتغالية: Marlon Ventura Rodrigues‏) (21 نوفمبر 1986 بريو دي جانيرو في البرازيل - ) هو لاعب كرة قدم برازيلي في مركز الدفاع. شارك مع منتخب البرازيل تحت 17 سنة لكرة القدم. أما مع النوادي، فقد لعب مع نادي سيارا ونادي فلامنغو وDuque de Caxias Futebol Clube ‏ وThrasyvoulos F.C. ‏ ونادي ناوتيكو وIpatinga Futebol Clube ‏.

## وصلات خارجية
- مارلون فينتورا رودريغوس على موقع قاعدة بيانات كرة القدم.إي يو (الإنجليزية)
- مارلون فينتورا رودريغوس على موقع Soccerway.com (الإنجليزية)
- مارلون فينتورا رودريغوس على موقع عالم كرة القدم.نت (الإنجليزية)